# 安春振
安春振（1914年3月—2015年9月27日），男，满族，辽宁新民人，中华人民共和国政治人物，曾任峨眉电影制片厂党委委员、副厂长，中国音乐家协会理事，中国音乐家协会四川分会秘书长、副主席、名誉主席。